# Henry E. Sigerist

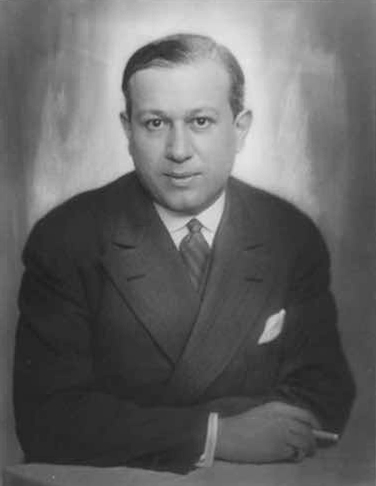
Henry E. Sigerist, um 1928/1929

Henry Ernest Sigerist, latinisiert auch Henricus E. Sigerist (* 7. April 1891 in Paris; † 17. März 1957 in Pura, Kanton Tessin), war ein schweizerisch-US-amerikanischer Medizinhistoriker. Er wirkte vor allem in Leipzig und in Baltimore.

## Biografie
Henry E. Sigerist war der Sohn des Schaffhauser Kaufmanns Ernst Heinrich Sigerist (1860–1901) und der Zürcherin Emma Wiskemann (1865–1954). Er besuchte Schulen in Paris und (ab dem 10. Lebensjahr) in Zürich. Er studierte zunächst Orientalistik (1909–1912 in Zürich und in London), dann Medizin (1912–1917 in Zürich und in München). 1917 wurde er in Zürich bei Max Cloëtta zum Dr. med. promoviert. 1916 heiratete er Emmy Escher aus Zürich. Die beiden Töchter Erica und Nora wurden 1918 und 1921 geboren. Am 13. September 1943 erhielt Sigerist die US-amerikanische Staatsbürgerschaft.

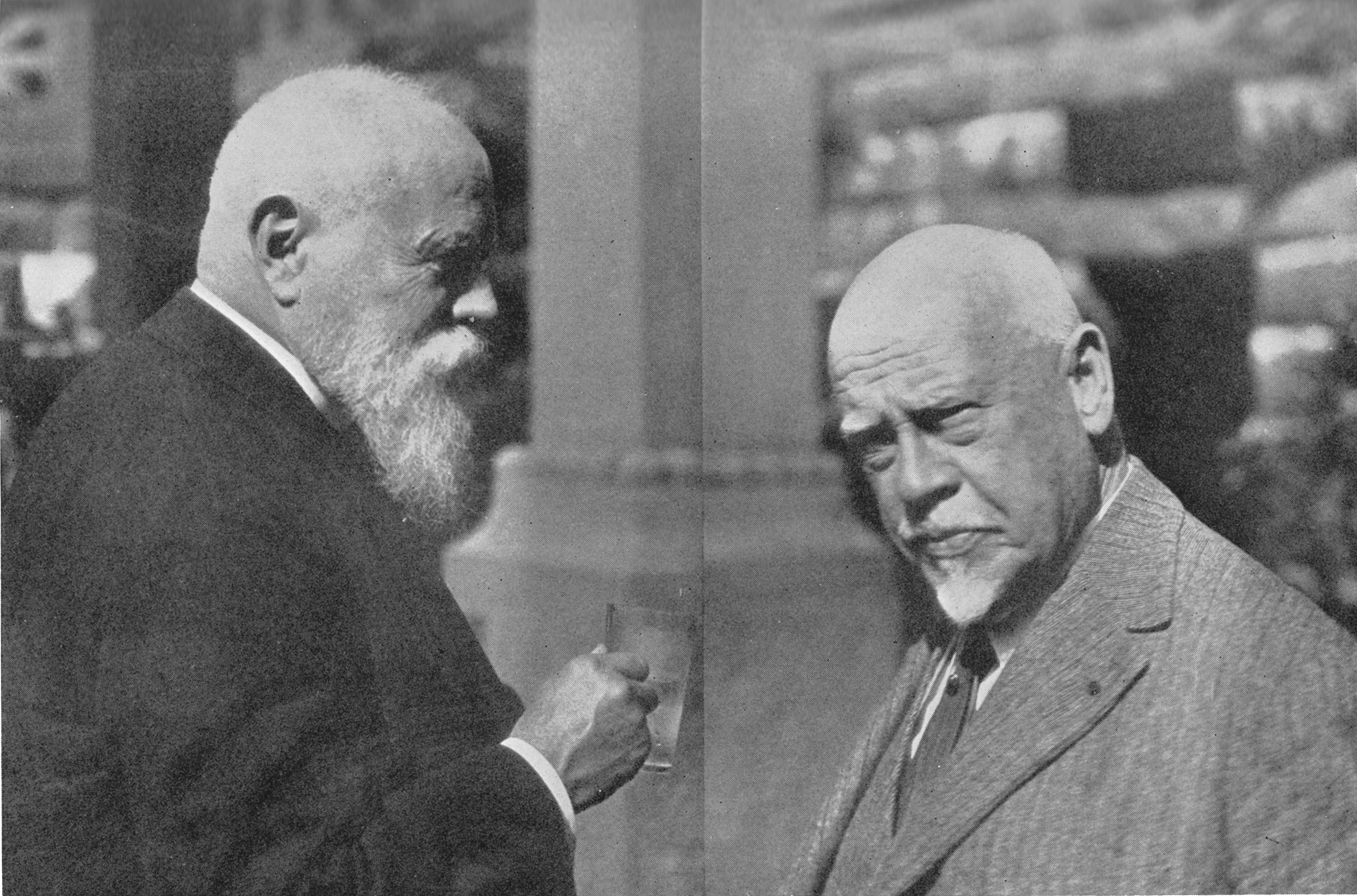
Bad Homburg 1927. Karl Sudhoff und William H. Welch

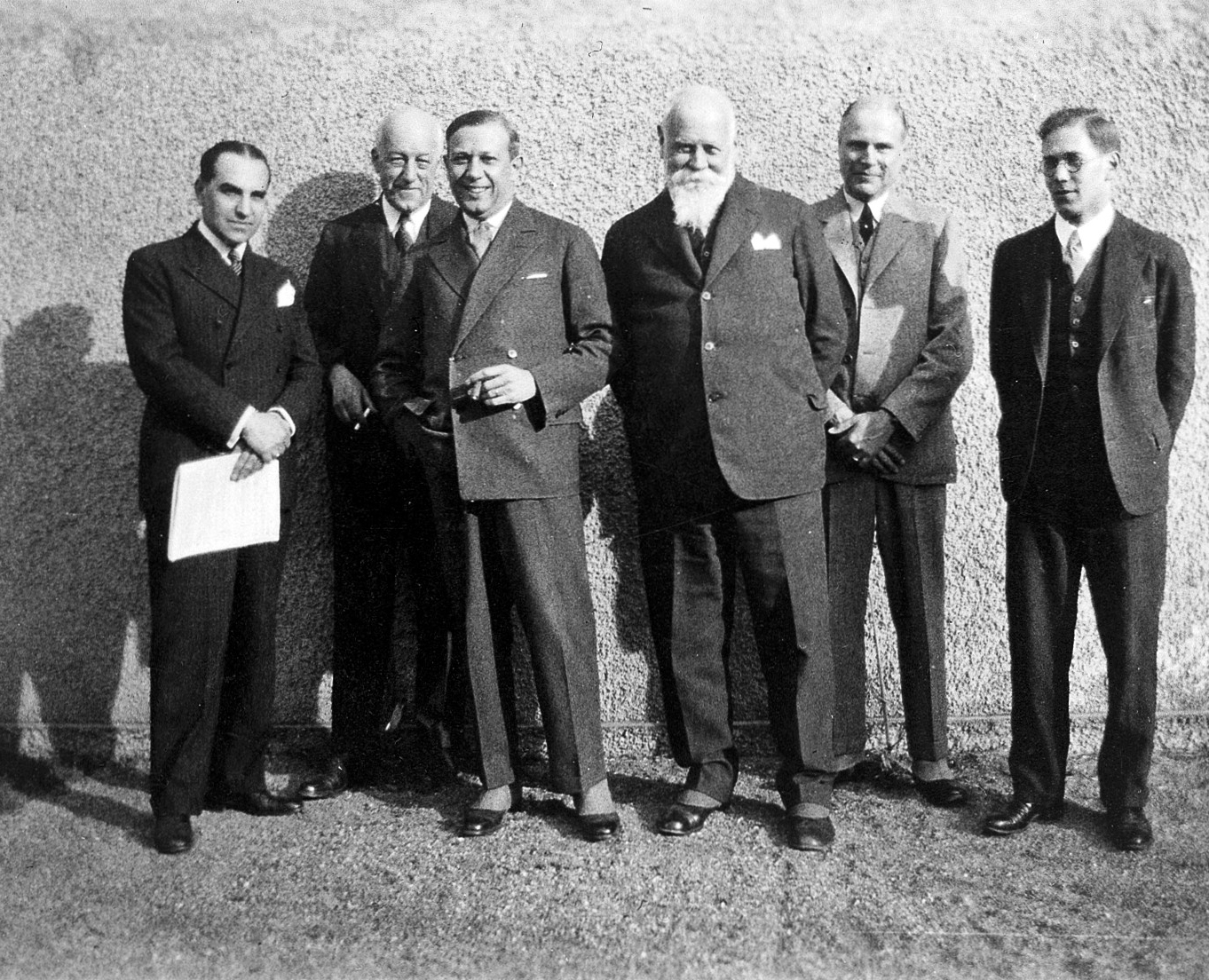
Leipzig 1929. Von links nach rechts: Stephen d’Irsay, Arnold C. Klebs, Henry E. Sigerist, Karl Sudhoff, Friedrich Wilhelm T. Hunger, Owsei Temkin

1958 erinnerte sich der Sigerist-Schüler Milton I. Roemer:
| „If future historians attempt to assign a nationality to Henry Ernest Sigerist, they will have a hard time of it. It is true he was born of Swiss parents. But his birth and early schooling were in Paris, his later studies in Zürich, London and Munich; his early teaching in Germany, his later teaching in America; his travels almost everywhere. … Henry Sigerist wrote, acted, and lived as a citizen of the world.“ | „Wenn zukünftige Generationen von Historikern sich bemühen, Henry-Ernest-Sigerist eine Nationalität zuzuschreiben, so wird ihnen das Mühe bereiten. Von Schweizer Eltern abstammend, wurde er in Paris geboren und er verbrachte dort seine ersten Schuljahre. Später studierte er in Zürich, in London und in Paris. Er lehrte zunächst in Deutschland, dann in Amerika. Seine Studienreisen führten ihn fast überall hin. … Henry Sigerist schrieb, handelte und lebte als Weltbürger.“ |

### Leipzig

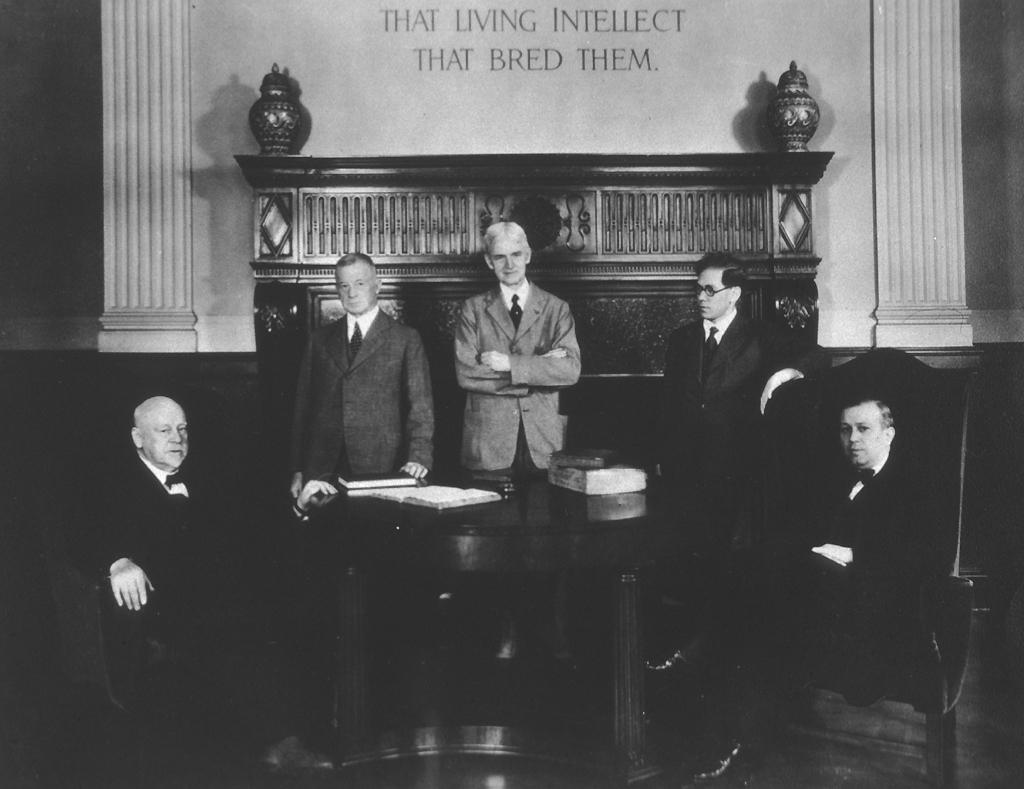
Baltimore 1933. Von links nach rechts: William Henry Welch, Fielding H. Garrison, John Rathbone Oliver, Owsei Temkin, Henry E. Sigerist

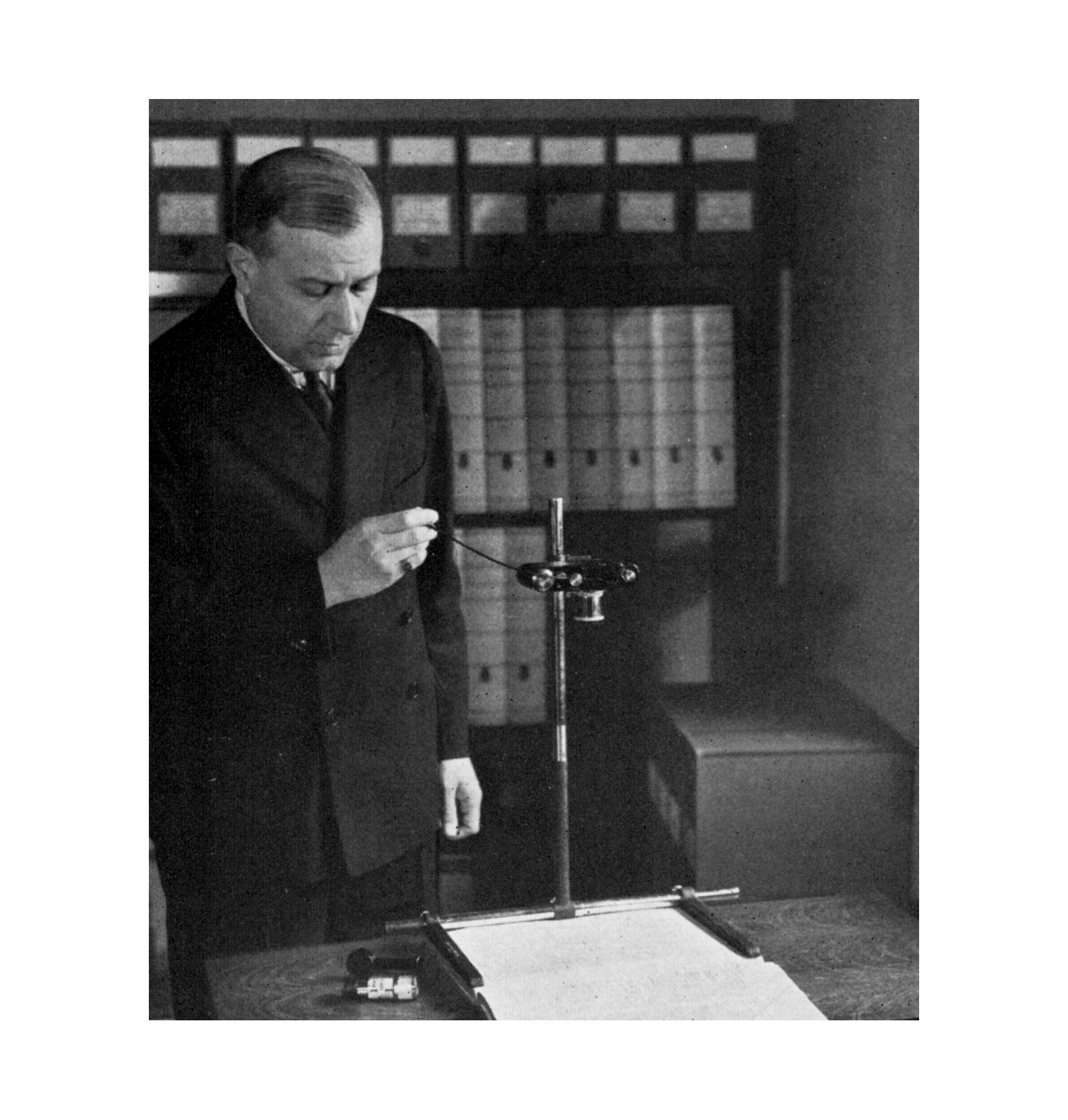
Studienreise in Europa 1934

1919 besuchte Sigerist Karl Sudhoff in Leipzig. Danach verlegte er seinen Arbeitsschwerpunkt auf das Gebiet der Medizingeschichte und habilitierte sich 1921 in Zürich mit einer Arbeit über frühmittelalterliche Antidotarien (Rezeptsammlungen).
Nach dem ersten Internationalen Kongress für Medizingeschichte in Antwerpen wurde 1921 die «Société Internationale d’Histoire de Médecine» gegründet. Starke Kräfte in dieser Gesellschaft erwirkten einen Boykott gegen Deutschland und gegen die mit Deutschland im Krieg alliierten Nationen. Betroffen von diesem Boykott waren vor allem Karl Sudhoff in Leipzig und Max Neuburger in Wien. Daraufhin boykottierte Sigerist zusammen mit den angelsächsischen Medizinhistorikern Fielding Hudson Garrison, Arnold C. Klebs, Victor Robinson und Charles Singer den 1925 in Genf stattfindenden Kongress der «Société Internationale d‘Histoire de Médecine». Der an diesem Genfer Kongress teilnehmenden amerikanischen Restgruppe gelang es, eine Resolution zu verabschieden, die bestimmte, dass alle Nationen in Zukunft Mitglieder der Internationalen Gesellschaft sein konnten.
Im Jahr 1925 übernahm Sigerist als ordentlicher Professor den Lehrstuhl für Geschichte der Medizin in Leipzig von Karl Sudhoff. Zu seinen Mitarbeitern in Leipzig zählten Johann Daniel Achelis, Ernst Hirschfeld, Walter Pagel, Stephen d’Irsay, Erwin H. Ackerknecht und Owsei Temkin.
1926 wurde der erste Lehrstuhl für Medizingeschichte in Amerika an der Johns Hopkins University (Baltimore) mit William Henry Welch als Lehrstuhlinhaber eingerichtet. 1927 unternahm Welch eine Studienreise nach Europa. Dort machte das medizinhistorische Institut in Leipzig den tiefsten Eindruck auf ihn. 1928 gehörte er zu den Gründungsmitgliedern der Pariser Académie internationale d’histoire des sciences. 1930/31 absolvierte Sigerist einen Forschungsaufenthalt in den USA mit Schwerpunkt in Baltimore. Während dieser Zeit übertrug er Temkin die interimistische Leitung des Leipziger Instituts. 1932 holte Welch Sigerist als seinen Nachfolger nach Baltimore. Aus Leipzig nahm Sigerist Owsei Temkin mit. Dazu Marcel H. Bickel (2002):
„Beide, der Nazifeind Sigerist und der Jude Temkin, hätten in Deutschland schon ein Jahr später keine Zukunft mehr gehabt.“

### Baltimore
Von 1932 bis 1947 war Sigerist als Nachfolger von Welch Inhaber des Lehrstuhls für Geschichte der Medizin in Baltimore. 1933 gründete er das Bulletin of the History of Medicine, das in den ersten sechs Jahren als Organ des Instituts unter dem Namen Bulletin of the Institute of the History of Medicine erschien.
Durch seinen engen Kontakt zu Welch war Sigerist zu dessen Lebzeiten eine Art persona grata. Das änderte sich mit dem Zeitpunkt, zu dem Sigerist öffentlich zu kontroversen Diskussionen und zu aktuellen Ereignissen Stellung zu nehmen begann. Schon in Leipzig hatte er Medizingeschichte als Teil der allgemeinen Kulturgeschichte aufgefasst und diese über die begrenzende Darstellung der Entwicklung einer Fachdisziplin hinausgehoben. In den Jahren in Amerika verfolgte er diese Richtung weiter und nahm nun auch soziale, ökonomische und politische Gegebenheiten auf, die das Geschehen der Medizin beeinflussen. Dadurch gelangte er zu einer problematisierenden und kritischen Darstellungsweise der Entwicklungen in der Medizin und zu deren Einreihung in den allgemeinen Geschichtsprozess.

#### New Deal – National health insurance
Sigerist betreute von 1932 bis 1947 den Lehrstuhl für Medizingeschichte in Baltimore. 1933 bis 1945 war die Zeit des New Deal Roosevelts.
Als Sigerist 1932 nach Amerika kam, hatte das «Committee on the Costs of Medical Care» (CCMC) die Ergebnisse einer Untersuchung, die von ihm durchgeführt worden war, in einem Bericht veröffentlicht. Dieser Bericht brachte eine Zusammenfassung über die Möglichkeiten der Gesundheitsversorgung in den USA und eine beeindruckende Beschreibung der Ungleichheiten des Versorgungssystems. Als Reaktion darauf wurden Pläne entwickelt, die die Zielvorstellung hatten, dass die Medizin für die gesamte amerikanische Bevölkerung in gleichem Maße zur Verfügung stehen müsse. Die Diskussion um jenen Bericht sowie um eine nationale Krankenversicherung war in vollem Gang. Sigerist hat in diesen Kontroversen Stellung bezogen und ist für eine obligatorische nationale Krankenversicherung eingetreten.
Unter Roosevelt wurde 1935 der Social Security Act mit Richtlinien für Alterspensionen, Arbeitslosenversicherung und Hilfsprogrammen für Bedürftige verabschiedet. Eine nationale Krankenversicherungsgesetzgebung war in diesem Verwaltungsakt nicht enthalten. Sie wurde erst 2010 im Patient Protection and Affordable Care Act (Obama Care) realisiert. Wesentlicher Hemmschuh war die Opposition der mächtigen American Medical Association (AMA), die alle Versuche in Richtung einer nationalen Krankenversicherung als Übergriffe des Staates im Bereich des Arzttums ansah und mit den Etiketten „state medicine“ (verstaatlichte Medizin) und „un-American“ versah – waren zu stark. Bereits 1930 hatte die AMA die sozialpolitischen Forderungen des «Verbands sozialistischer Ärzte in den USA» als „made in Germany“ diffamiert.
Während des Spanischen Bürgerkriegs vertrat Sigerist die republikanische Seite und er arbeitete im «Bureau for Medical Aid for Spain» mit. Er beteiligte sich an der Organisation der «American Soviet Medical Society», für deren Journal er Herausgeber wurde. Während der antikommunistischen Hetzkampagnen unter McCarthy bildete Sigerists Bekanntschaft mit Owen Lattimore eine zusätzliche Quelle der Diffamierung als Kommunist und Propagandist. Schließlich wurde er sogar zu einer minuziösen Untersuchung der «Civil Service Commission» vorgeladen, wo er sich zu angeblicher kommunistischer Tätigkeit und zu Kontakten äußern musste.

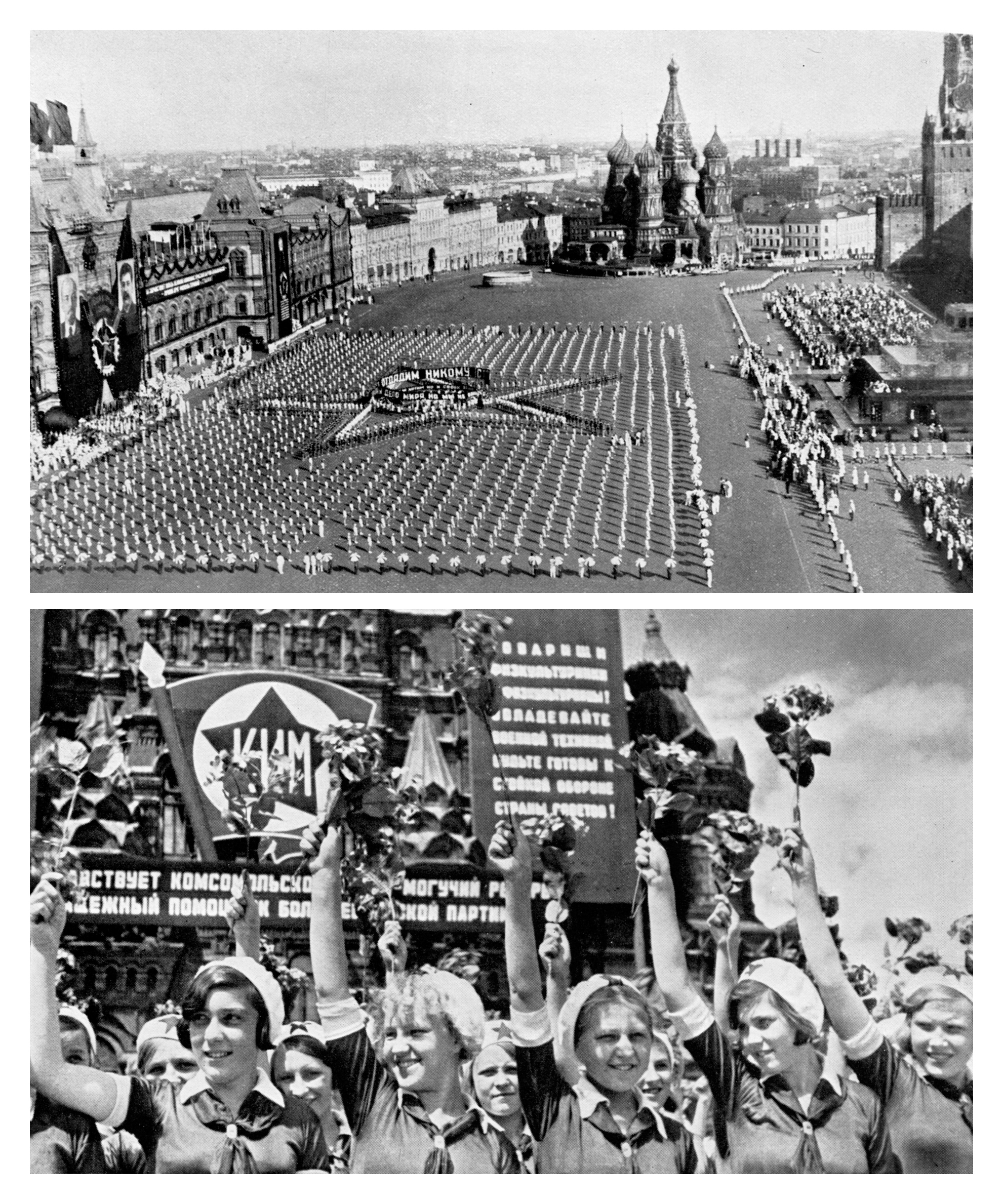
Henry E. Sigerist. Socialised Med. in the Soviet Union. London 1937

#### Sowjetunion
In den Jahren 1935, 1936 und 1938 besuchte er die Sowjetunion und veröffentlichte 1937 ein Werk über das sowjetische Gesundheitssystem, das er als das zu dieser Zeit fortschrittlichste System beschrieb. Dabei übernahm er russische Statistiken ohne kritische Überprüfung und ließ sich nach dem Urteil seines Schülers Erwin Heinz Ackerknecht Potemkinsche Dörfer vorführen. Bei seinem Aufenthalt 1938 besuchte er seinen Freund, den jüdischen Arzt und Medizinhistoriker Richard Koch im kaukasischen Badeort Jessentuki, in den die Familie Koch 1936 ausgewandert war. Sigerist unterstützte die Familie Koch und war wahrscheinlich auch an deren Emigration beteiligt gewesen. Koch schrieb jedenfalls 1946 an seinen Sohn, dass Sigerist «in der Stunde der Not so viel für uns getan hat».

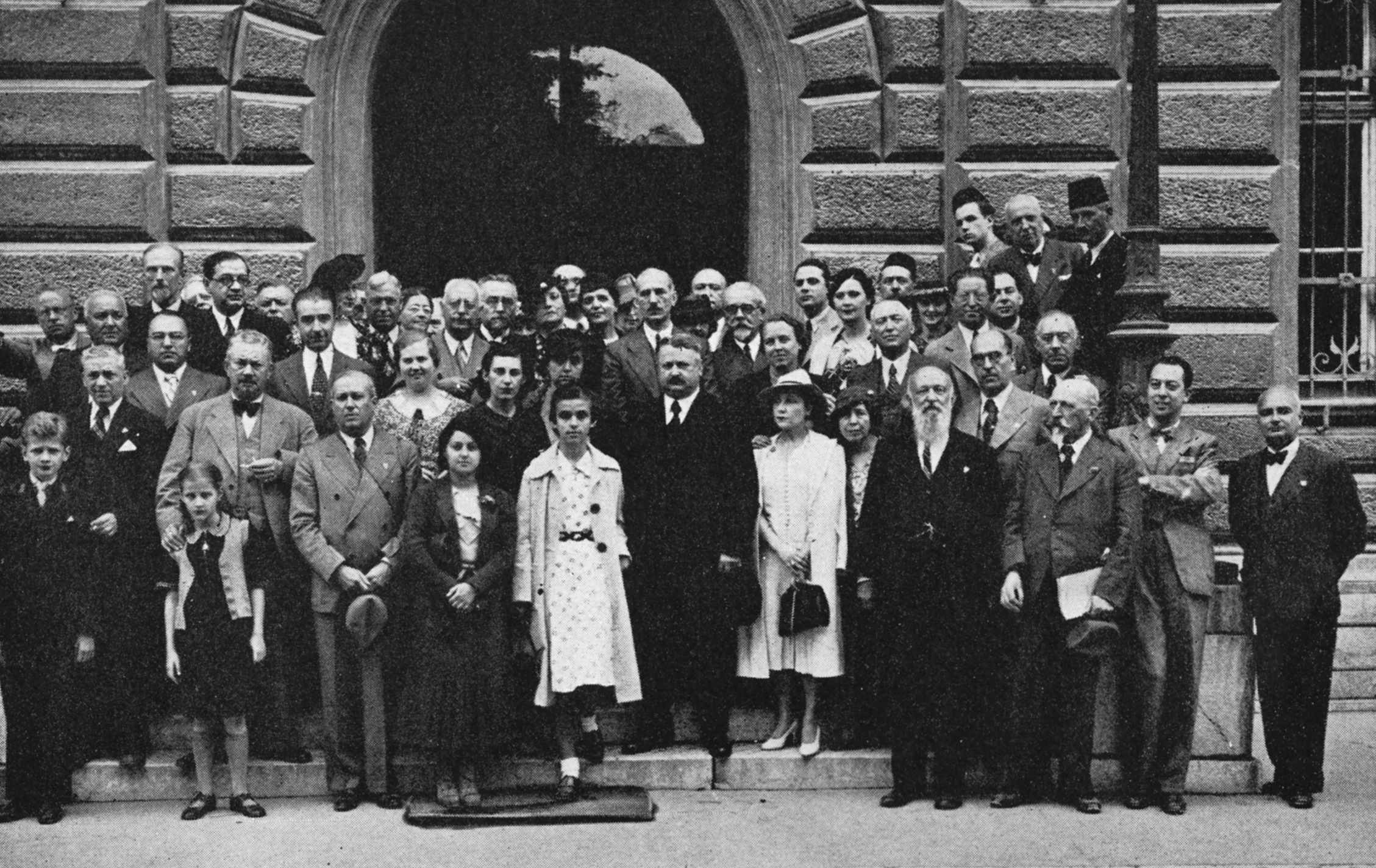
Sarajevo 1938. 11. Int. Kongr. für Geschichte der Medizin

#### Jugoslawien
Der elfte Internationale Kongress für Geschichte der Medizin fand im Herbst 1938 in Jugoslawien statt. Sigerist nutzte diesen Kongress auch um die Fortschritte zu sehen, die im jugoslawischen Gesundheitssystem unter der Mitarbeit seines Freundes Andrija Štampar erreicht wurden. Sigerist verfasste dazu 1939 für das Bulletin of the History of Medicine einen umfangreichen Bericht mit Details zur Geschichte und zum Zustand des jugoslawischen Gesundheitssystems.
Dieser Bericht enthält auch viele Anmerkungen und Andeutungen zu den politischen Spannungen im Europa des Herbstes 1938.
- Von der Schweiz aus war Sigerist mit dem Simplon-Orient-Express über Italien nach Zagreb gefahren und er hatte bei der Ausfahrt aus dem Simplontunnel eine große Inschrift mit dem italienischen Leitspruch «CREDERE – OBBEDIRE – COMBATTERE (Glauben – Gehorchen – Kämpfen)» gesehen. Das erinnerte ihn an ein anderes großes Poster mit der Aufschrift «EIN VOLK – EIN REICH – EIN FUEHRER», das die Deutschen in Breisach gegenüber von Frankreich aufgestellt hatten. Die Franzosen hatten mit einem gleich großen Poster mit den Worten «LIBERTÉ – ÉGALITÉ – FRATERNITÉ» geantwortet.
- Nach Sigerists Beobachtung war die Größe der Delegation, welche die einzelnen Länder zum Kongress schickten, abhängig vom Einfluss, den diese Länder auf Jugoslawien ausüben wollten. So schickte Deutschland die größte, wohl disziplinierte Abordnung mit Paul Diepgen als «Führer», welche nicht nur das Deutsche Reich und die Universität von Berlin, sondern auch die Universität von Wien repräsentierte. Die zweitgrößte Delegation mit einem Dutzend Mitglieder wurde von Italien gestellt. Die Abwesenheit einiger sehr prominenter Mitglieder der Internationalen Vereinigung war auffällig. Arturo Castiglioni hatte von seiner Regierung keine Ausreiseerlaubnis bekommen. Er hatte bisher auf keinem Kongress gefehlt und war offizieller Repräsentant Italiens im Komitee der Vereinigung. Das Gleiche galt für den Wiener Medizinhistoriker Max Neuburger und für weitere hervorragende Kollegen, die mit rassistischen Begründungen keine Erlaubnis erhalten hatten, ihr Land zu verlassen.[18]

#### Südafrika
Von August bis Dezember 1939 hielt Sigerist sich auf Einladung des South African Universitie’s Lectureship Committee in Südafrika auf. Dort hielt er Vorlesungszyklen an der Universität Kapstadt, am Huguenot University College in Wellington, am Rhodes University College in Grahamstown und an der Witwatersrand-Universität in Johannesburg. Auf Einladung des Erziehungsministeriums referierte er in Pretoria und der offizielle Teil endete mit einer Rede vor den Pietermaritzburg- und Durban-Zweigen des Natal University College. Sigerist kam aber auch nach Südafrika, um zu lernen. Wo und wann immer er konnte, besuchte er Einrichtungen des Gesundheitswesens. Die dabei gewonnenen Eindrücke fasste er in einer Rundfunkansprache zusammen, welche er anlässlich seines Abschiedes aus Südafrika halten konnte. Dabei kam er u. a. zur Schluss:
| „It seems to me, therefore, that the only possibility of bringing health to all the people of South Africa, irrespective of race and income, is the gradual development of public services.“ | „Ich habe den Eindruck gewonnen, dass nur durch den allmählichen Aufbau eines öffentlichen Gesundheitsdienstes allen Menschen in Südafrika, unabhängig von ihrer Rasse und ihrem Einkommen, Gesundheit gebracht werden kann.“ |

#### Kanada
1944 hatte die Sozialistische Regierung der kanadischen Provinz Saskatchewan eine Wahl u. a. mit dem Versprechen gewonnen, ein umfassendes System eines sozialen Gesundheitsdienstes einzuführen. Zur Erfüllung dieses Versprechens berief sie eine »Health Services Survey Commission« ein. Sigerist wurde durch den neu gewählten Premier Tommy Douglas zur Leitung dieser Kommission eingeladen und er bereiste vom 3. September bis zum 3. Oktober 1944 die Provinz. Zum Abschluss überreichte er dem Gesundheitsminister der Provinz einen Bericht, in dem er ein Programm zur stufenweisen Sozialisierung des Gesundheitswesens in Saskatchewan darlegte.
Durch Sigerists Vermittlung konnte Milton I. Roemer von 1953 bis 1957 in Saskatchewan beim Aufbau des ersten sozialen Versicherungssystems für Spitalpflege in Nordamerika mitarbeiten.

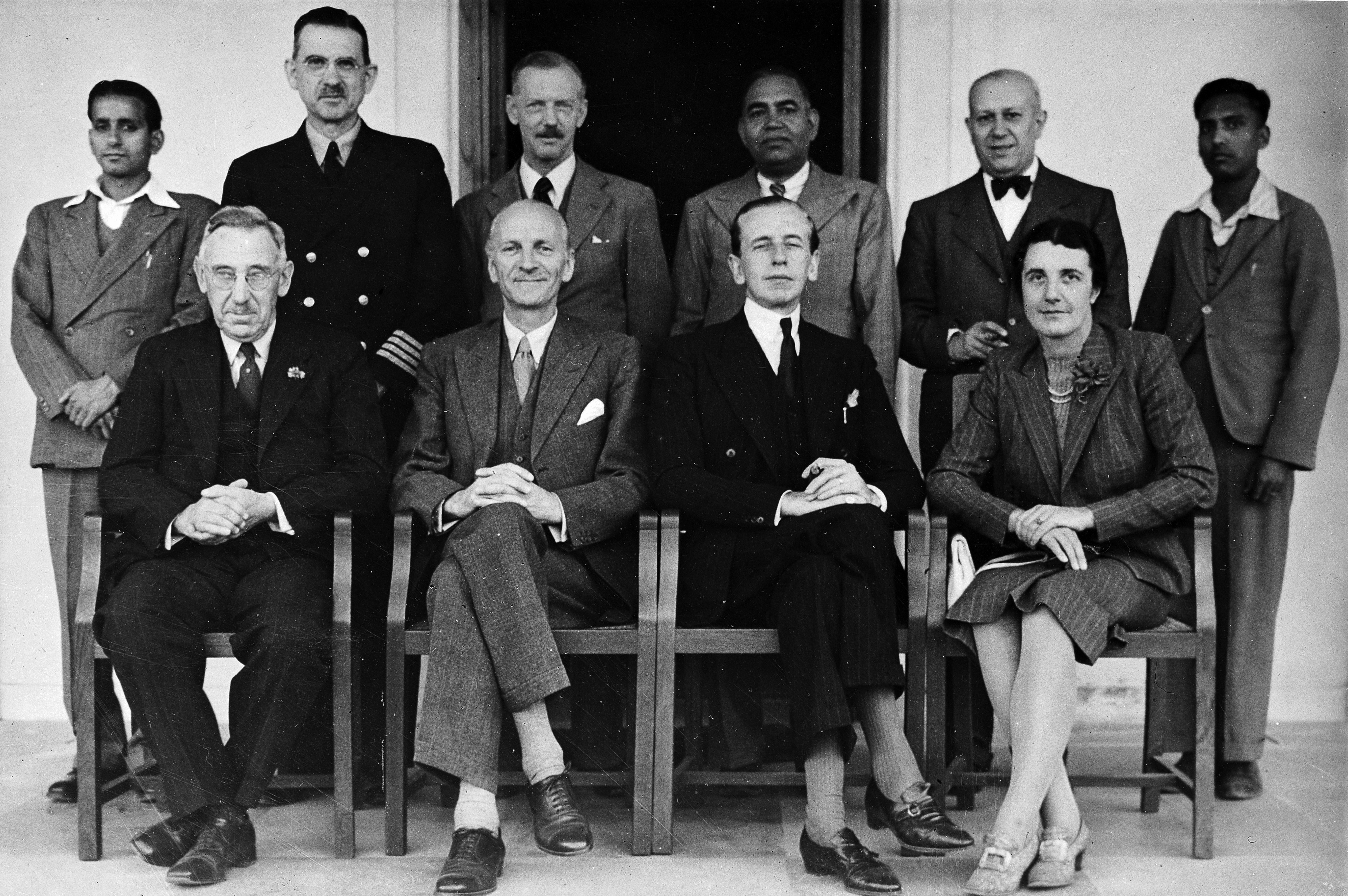
Lahore 1944. Stehend. 2. von li.: Joseph Mountin, 2. von re. Henry E. Sigerist. Sitzend. Von li. nach re.: John H. L. Cumpston, John A. Ryle, Weldom Dalrymple-Champneys, Janet Vaughan

#### Indien
Vom 24. Oktober bis 24. Dezember 1944 gehörte Sigerist einem Team von ausländischen Ärzten an, das von der Indischen Kolonialregierung in das Land eingeladen wurde. Ein Indisches Health Survey and Development Committee hatte die Zustände im Indischen Gesundheitssystem analysiert und ein Programm für die Reorganisation dieses Systems nach dem Krieg aufgestellt. Das Team von ausländischen Ärzten wurde gebeten, sich selbst ein Bild von der Situation vor Ort zu machen und das Indische Komitee zu beraten. Das Team ausländischer Arzte setzte sich zusammen aus:
- Vereinigtes Königreich: John Alfred Ryle, Janet Vaughan und Weldon Dalrymple-Champneys
- Australien: John Howard Lidgett Cumpston
- USA: Joseph Walter Mountin und Henry E. Sigerist[23][24]

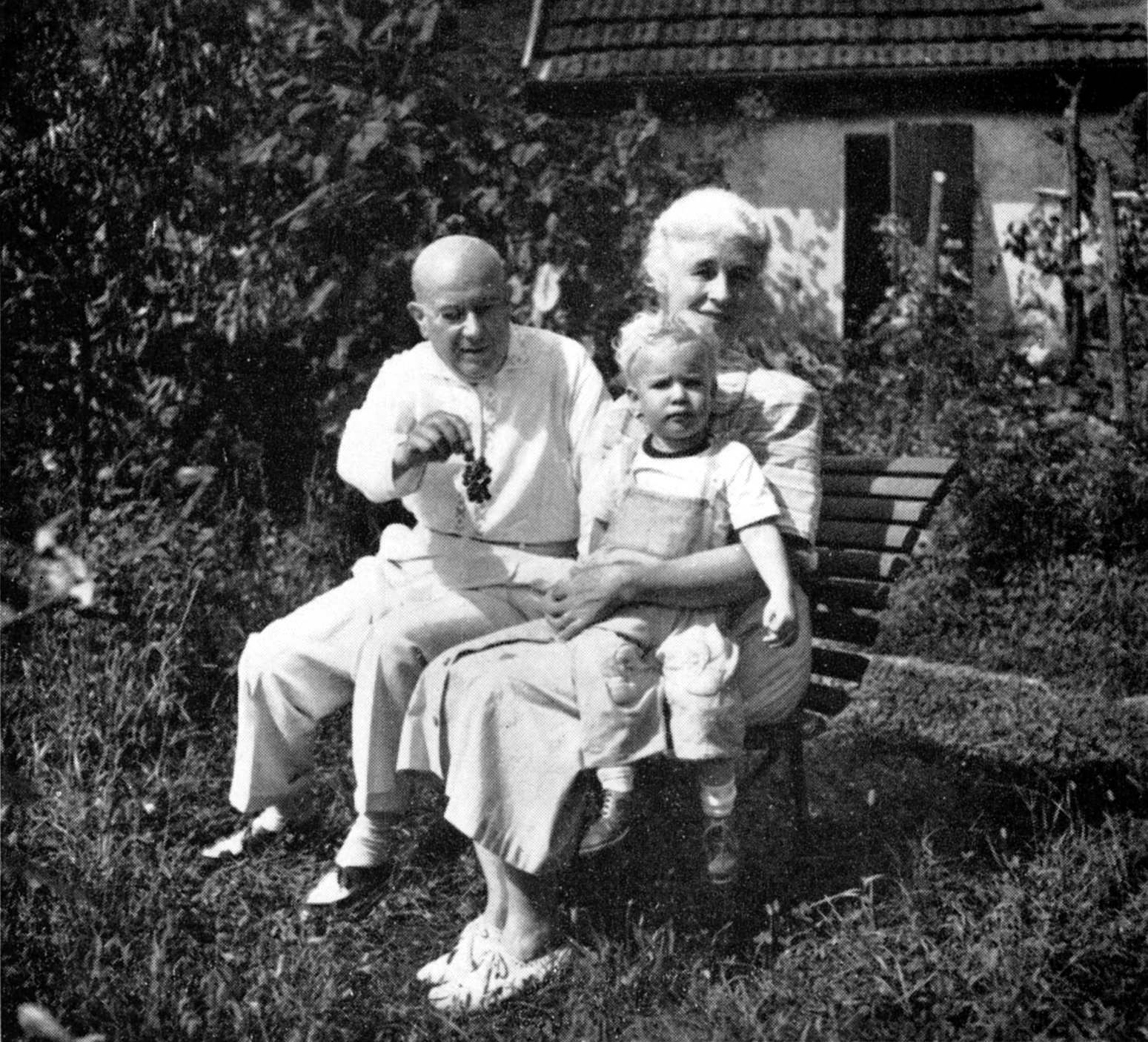
Pura 1952. Henry und Emmy Sigerist mit dem Enkel Christopher

### Pura
1947 verließ er Amerika, um als Research Associate der Yale University in Pura an seinem Projekt der Herausgabe eines Handbuchs der Geschichte der Medizin zu arbeiten.
Erwin H. Ackerknecht, der 1931 in Leipzig bei Sigerist eine Dissertation mit dem Titel Beiträge zur Geschichte der Medizinalreform von 1848 verfasst hatte, erinnerte sich 1957 an seinen Lehrer Sigerist:
„Marxist wurde er im Guten wie im Bösen trotz seiner politischen Sympathien nie.“
„Ist es mehr als ein Zufall, dass medizingeschichtlich sein Lieblingsjahrhundert das kosmopolitische 18. Jahrhundert war,
aristokratisch selbst in seinen Revolutionären, philanthropisch, aufklärerisch und doch der Schönheit ergeben?“

## Medizingeschichte
Der Medizinhistoriker Sigerist begann 1919 als Schüler Sudhoffs, das heißt als philologisch orientierter Medizinhistoriker. So habilitierte er sich 1921 mit einer Arbeit über frühmittelalterliche Antidotarien und er edierte 1927 zusammen mit dem klassischen Philologen Ernst Howald den spätantiken Pseudo-Apuleius. Sein großer Plan, alle frühmittelalterlichen medizinischen Manuskripte zu sammeln und zu analysieren, an dem er bis 1934 intensiv arbeitete, blieb unvollendet. Um 1930 begannen soziologische Erwägungen immer stärker in seinem Werk zu erscheinen, bis sie in seiner amerikanischen Zeit dominierend und zu seinem eigentlichen Vermächtnis wurden.
Nach Sigerists Tod gelangten grosse Teile seiner umfangreichen medizinhistorischen Bibliothek an das Medizinhistorische Institut der Universität Zürich. Sein wissenschaftlicher Nachlass befindet sich am dortigen Archiv für Medizingeschichte.

## Auszeichnungen
- Ab 1932 Mitgliedschaft in der Deutschen Akademie der Naturforscher Leopoldina in Halle (Saale)
- 1933 Verleihung der Karl Sudhoff Medaille durch die Deutsche Gesellschaft für Geschichte der Medizin, Naturwissenschaft und Technik
- 1945 Wahl zum Mitglied der American Philosophical Society[30]
- 1950 Verleihung der Welch Medal der American Association for the History of Medicine[31]
- 1951 Wahl in die American Academy of Arts and Sciences
- 1954 Fellow of the Royal College of Physicians (FRCP)

## Veröffentlichungen (Auswahl)
- Meister Blumentrosts Arzneibuch. In: Sudhoffs Archiv. Band 12, 1920, S. 70–73.
- Studien und Texte zur frühmittelalterlichen Rezeptliteratur. Barth, Leipzig 1923 (= Studien zur Geschichte der Medizin. Band 13); Neudruck Vaduz 1977 (Digitalisat)
- Eine deutsche Übersetzung der Kethamschen Gynäkologie. In: Archiv für Geschichte der Medizin. Band 14, Heft 5/6, (Dezember) 1923, S. 169–178.
- als Hrsg. (und Übersetzer): Ambroise Paré: Die Behandlung der Schußwunden (1545) (= Klassiker der Medizin. Band 29). Barth, Leipzig 1923.
- Die Geburt der abendländischen Medizin. In: Charles Singer, Henry E. Sigerist (Hrsg.): Essays on the History of Medicine presented to Karl Sudhoff on the occasion of his seventieth birthday. Oxford University Press, London/Zürich 1924, S. 185–205.
- Deutsche medizinische Handschriften aus Schweizer Bibliotheken. Teil 1: Die Handschrift 297 der Einsiedler Stiftsbibliothek. In: Archiv für Geschichte der Medizin. Band 17, 1925, S. 205–240.
- Die historische Betrachtung der Medizin. In: Archiv für Geschichte der Medizin. Band 18, 1926, S. 1–19.
- als Hrsg. mit Ernst Howald: Antonii Musae De herba vettonica liber, Pseudoapulei Herbarius, Anonymi De Taxone liber, Sexti Placiti Liber medicinae ex animalibus etc. Leipzig/Berlin 1927 (= Corpus medicorum latinorum. Band 4). (Digitalisat)
- Antike Heilkunde. Ernst Heimeran Verlag, München 1927 (archive.org).
- Die Geschichte der Medizin im akademischen Unterricht. Ergebnisse einer Rundfrage des Instituts. In: Kyklos. Band 1, 1928, S. 147–156.
- William Harveys Stellung in der europäischen Geistesgeschichte. In: Archiv für Kulturgeschichte. Band 19, (Münster) 1928, S. 158–168.
- Die Sonderstellung des Kranken. In: Kyklos. Band 2, 1929, S. 11–20 (Englische Übersetzung in: Milton Irwin Roemer [Hrsg.]: Henry E. Sigerist. On the sociology of medicine. New York 1960, S. 9–22).
- Der Krankheitsname Syphilis. In: Münchener medizinische Wochenschrift. 1930, Nr. 2, S. 1418 ff.
- Maße und Gewichte in den medizinischen Texten des frühen Mittelalters. In: Kyklos. Band 3, 1930, S. 439–444.
- Zum Herbarius Pseudo-Apulei. In: Sudhoffs Archiv für Geschichte der Medizin. Band 23, 1930, S. 197–204.
- Einführung in die Medizin. Georg Thieme, Leipzig 1931.
  - C. D. Josephson (Übers.): Medicinens grundvalar. A. Bonniers Förlag, Stockholm 1931.
  - Margret Galt Boise (Übers.): Man and medicine. W.W. Norton, NY 1932, und G. Allen & Unwin, London 1932.
  - Maurice Tenin (Übers.): Introduction à la médecine. Payot, Paris 1932.
  - J. G. De Lindt (Übers.): Geneeskunde. H.E. Stenfert Kroese, Leiden/Amsterdam 1933.
  - Ku Chien-Chi (Übers.): Jen Yü I Hsueh. The Commercial Press, Shanghai 1936.
  - Gustavo Barbensi (Übers.): Introduzione alla medicina. G.C. Sansoni, Florenz 1938.
- Probleme der medizinischen Historiographie. In: Sudhoffs Archiv für Geschichte der Medizin. Band 24, 1931, S. 1–18.
- Große Ärzte. Eine Geschichte der Heilkunde in Lebensbildern. J. F. Lehmanns Verlag, München 1932; 2., vermehrte Auflage ebenda 1936 (6. Auflage München 1970).
  - Eden Paul, Cedar Paul (Übers.): Great doctors. A biographical history of medicine. G. Allen & Unwin, London 1933.
  - Francisco Arasa, Manuel Scholz Rich (Übers.): Los grandes medicos. Historia biographica de la medicina. Ediciones Ave, Barcelona 1949.
- Amerika und die Medizin. Thieme, Leipzig 1933.
  - Hildegard Nagel (Übers.) American medicine. W.W. Norton, New York 1934.
- Problems of historical-geographical pathology. In: Bulletin of the Institute of the History of Medicine. Band 1, 1933, S. 10–18.
- Karl Sudhoff, the man and the historian. In: Bulletin of the Institute of the History of Medicine. Band 2, 1934, S. 3–6.
- Karl Sudhoff the mediaevelist. In: Bulletin of the Institute of the History of Medicine. Band 2, 1934, S. 22–25.
- The medical literature of the early Middle Ages. A program and a report of a summer of research in Italy. In: Bulletin of the Institute of the History of Medicine. Band 2, 1934, S. 26–50.
- Notes and comments on Hippocrates. In: Bulletin of the Institute of the History of Medicine. Band 2, 1934, S. 190–214.
- A summer of research in European libraries. In: Bulletin of the History of Medicine. Band 2, 1934, S. 559–610.
- The history of medicine and the history of science. An open letter to George Sarton, editor of ISIS. In: Bulletin of the Institute of the History of Medicine. Band 4, 1936, S. 1–13.
- The medical student and the social problems confronting medicine today. In: Bulletin of the Institute of the History of Medicine. Band 4, 1936, S. 411–422.
- Socialised Medicine in the Soviet Union. With a Foreword by Sidney Webb. Victor Gollancz, London 1937.

Ausgaben erschienen in New York (1937 und 1947), London (1937), La Habana (1944), Bombay (1947), Shanghai (1950) und Osaka (1952). Eine besonders weite Verbreitung fand es in dem ehemaligen britischen Empire durch die Initiative des «Left Book Club», der eine Sonderausgabe druckte und zu einem extrem niedrigen Preis verkaufte. Eine zusammenfassende Version wurde im Oktober 1942 während der deutschen Besatzung in Belgien von einigen Ärzten des belgischen Untergrunds mit dem Titel Dr. Antoine, à propos d’un cas d’ulcus duodénal gedruckt.
mit Julia Older. Medicine and Health in the Soviet Union. Jaico Publishing House, Bombay 1947 (archive.org)
- Yugoslavia and the XIth International Congress of the History of Medicine. In: Bulletin of the History of Medicine. Band 7, 1939, S. 93–147.
- A Boerhaave pilggrimage in Holland. In: Bulletin of the History of Medicine. Band 7, 1939, S. 257–275.
- A physician's impression of South Africa. In: Bulletin of the History of Medicine. Band 8, 1940, S. 22–27.
- Medicine and human welfare. Yale University Press, New Haven 1941.
  - Vincente P. Quintero (Übers.) La medicina y el bienestar humano. Editiones Iman, Buenos Aires 1943.
  - Gertrud Hübner (Übers.) Die Heilkunst im Dienste der Menschheit. Hippokrates Verlag, Stuttgart 1954.
- The people's misery: mother of diseses. An adress, delivered in 1790 by Johann Peter Frank. Translated from the Latin with an introduction. In: Bulletin of the History of Medicine. Band 9, 1941, S. 81–100.
- Laudanum in the works of Paracelsus. In: Bulletin of the History of Medicine. Band 9, 1941, S. 530–544.
- A book on nymphs, sylphs, pygmies, and salamanders, and the other spirits. By Theophrastus von Hogenheim called Paracelsus. In: Henry E. Sigerist (Hrsg.): Four treatises of Theophrastus von Hohenheim called Paracelsus. Johns Hopkins Press, Baltimore 1941, S. 213–253.
- War and culture. In: Bulletin of the History of Medicine. Band 11, 1942, S. 1–11.
- American spas in historical perspective. In: Bulletin of the History of Medicine. Band 11, 1942, S. 133–147.
- Introduction to «Maurice Arthus’ Philosophy of Scientific Investigation». In: Bulletin of the History of Medicine. Band 14, 1943, S. 368–372.
- als Hrsg.: The earliest printed book on wine by Arnold of Villanova, 1235–1311, now for the first time rendered into English and with an historical essay, with facsimile of the original edition 1478. New York 1943.
- Civilization and Disease. Cornell University Press, Ithaca (New York) 1943. (archive.org)
  - Ramon Aguirre Favila (Übers.) Civilisacion y enfermedad. Fondo de Cultura Economica, Mexiko 1946.
  - Emilie Marie Mostert (Übers.): Krankheit und Zivilisation. Geschichte der Zerstörung der menschlichen Gesundheit. Metzner, Frankfurt/Main Berlin 1952.
- From Bismarck to Beveridge. Developments and trends in social security legislation. 1. The period of Bismarck. In: Bulletin of the History of Medicine. Band 13, 1943, S. 365–388.
- Twenty-five years of health work in the Soviet Union. In: American Revue of Soviet Medicine. Band 1, 1943, S. 66–78.
- Medical care through medical centres in the Soviet Union. In: American Revue of Soviet Medicine. Band 1, 1943, S. 176–190.
- Medical care for all the people. In: Canadian Journal of Public Health. Band 35, 1944, S. 253–267.
- A fifteenth-century treatise on wine. In: Bulletin of the history of medicine. Band 15, 1944, S. 189–200
- The need for an Institute of the History of Medicine in India. In: Bulletin of the History of Medicine. Band 17, 1945, S. 113–126.
- Protection of health in the U.S.S.R. In: Responsibility of victory. Report of the New York Herald Tribune Annual Forum on current problems. Herad Tribune, NY 1945, S. 78–82.
- Nationalism and Internationalism in medicine. In: Bulletin of the History of Medicine. Band 21, 1947, S. 5–16.
- On American-Soviet medical relations. In: American Revue of Soviet Medicine. Band 5, 1948, S. 4–8.
- Medical History in the United States, past, present, future; a valedictory address. In: Bulletin of the History of Medicine. Band 22, 1948, S. 47–64.
- A History of Medicine. Band 1: Primitive and Archaic Medicine. Oxford University Press, London 1951.
  - Deutsche Übersetzung: Anfänge der Medizin. 1. Teil: Primitive und archaische Medizin. Europa Verlag, Zürich 1963.
- A History of Medicine. Band 2: Early Greek, Hindu, and Persian medicine. Oxford University Press, London 1961 (posthum).
  - Deutsche Übersetzung: Anfänge der Medizin. 2. Teil: Von der primitiven und archaischen Medizin bis zum Goldenen Zeitalter in Griechenland. Europa-Verlag, Zürich 1963.
- Auf dem Weg zur sozialen Medizin. In: Die neue Weltschau. Deutsche Verlags-Anstalt, Stuttgart 1953, S. 100–118.
- Erinnerungen an Karl Sudhoff. In: Sudhoffs Archiv für Geschichte der Medizin. Band 37, 1953, S. 97–103.
- Die Welt des Hippokrates. In: Gesnerus. Band 10, 1953, S. 19–25 doi:10.5169/seals-520481.
- Landmarks in the history of hygiene. Oxford University Press, London 1956.
- The Latin Medical Literature of the Early Middle Ages. In: Journal of the history of medicine and allied sciences. Band 8, 1958, S. 127–145.